# Paricana boninensis
Paricana boninensis är en insektsart som först beskrevs av Matsumura 1914.  Paricana boninensis ingår i släktet Paricana och familjen Tropiduchidae. Inga underarter finns listade i Catalogue of Life.